# SN 2008fw
SN 2008fw – supernowa typu Ia odkryta 19 września 2008 roku w galaktyce NGC 3261. W momencie odkrycia miała maksymalną jasność 14,30m.